# Lijst van gemeentelijke monumenten in Alphen-Chaam
De gemeente Alphen-Chaam heeft 48 gemeentelijke monumenten. Hieronder een overzicht. 

## Alphen
De plaats Alphen kent 13 gemeentelijke monumenten:
| Object                                      | Bouwjaar   | Architect | Locatie                     | Coördinaten                   | Nr.        | Afbeelding                                  |
| ------------------------------------------- | ---------- | --------- | --------------------------- | ----------------------------- | ---------- | ------------------------------------------- |
| Streekmuseum in voormalige N.H. Kerk        | 1820       |           | Baarleseweg 1               | 51° 28' 56" NB, 4° 57' 20" OL | 1723/WN001 | Meer afbeeldingen                           |
| Spoorwachtershuisje                         |            |           | Boshovensebaan 2            | 51° 27' 55" NB, 4° 56' 32" OL | 1723/WN002 | Spoorwachtershuisje                         |
| Schuur                                      |            |           | Goedentijd 1                | 51° 29' 5" NB, 4° 57' 20" OL  | 1723/WN003 | Schuur                                      |
| Winkel met woning                           | circa 1930 |           | Goedentijd 15-17            | 51° 29' 12" NB, 4° 57' 29" OL | 1723/WN004 | Winkel met woning                           |
| Woning                                      |            |           | Goorstraat 1                | 51° 29' 20" NB, 4° 59' 15" OL | 1723/WN005 | Upload foto                                 |
| Heilig Hartbeeld                            |            |           | Heuvelstraat                | 51° 29' 5" NB, 4° 57' 17" OL  | 1723/WN006 | Heilig Hartbeeld                            |
| Langgevelboerderij                          |            |           | Hooispoor 1a                | 51° 28' 37" NB, 4° 56' 22" OL | 1723/WN007 | Upload foto                                 |
| Langgevelboerderij                          | XVII;XIX   |           | Kwaalburg 18                | 51° 30' 53" NB, 5° 0' 41" OL  | 1723/WN008 | Upload foto                                 |
| Langgevelboerderij Sleutelhoeve             | 1632       |           | Looneind 3b                 | 51° 29' 33" NB, 4° 58' 53" OL | 1723/WN009 | Upload foto                                 |
| Langgevelboerderij                          | XVIII-XIX  |           | Oosterwijksestraat 21       | 51° 30' 12" NB, 4° 58' 25" OL | 1723/WN010 | Upload foto                                 |
| Voormalig raadhuis in Traditionalisme stijl | circa 1950 |           | Raadhuisstraat 2            | 51° 29' 3" NB, 4° 57' 19" OL  | 1723/WN011 | Voormalig raadhuis in Traditionalisme stijl |
| Woning                                      | circa 1890 |           | Stationstraat 39            | 51° 28' 49" NB, 4° 57' 28" OL | 1723/WN012 | Woning                                      |
| Leerlooierij                                |            |           | Stationstraat achter nr. 39 | 51° 28' 49" NB, 4° 57' 28" OL | 1723/WN013 | Upload foto                                 |

## Chaam
De plaats Chaam kent 21 gemeentelijke monumenten:
| Object                                                           | Bouwjaar   | Architect | Locatie             | Coördinaten                   | Nr.        | Afbeelding               |
| ---------------------------------------------------------------- | ---------- | --------- | ------------------- | ----------------------------- | ---------- | ------------------------ |
| Woonhuis                                                         | circa 1910 |           | Baarleseweg 38      | 51° 30' 4" NB, 4° 52' 12" OL  | 1723/WN014 | Woonhuis                 |
| Langgevelboerderij                                               | circa 1830 |           | Bleke Heidestraat 1 | 51° 29' 34" NB, 4° 50' 7" OL  | 1723/WN015 | Upload foto              |
| Voormalige schoolcomplex                                         | XIX d      |           | Bredaseweg 57-59    | 51° 30' 30" NB, 4° 51' 10" OL | 1723/WN016 | Voormalige schoolcomplex |
| Dwarshuisboerderij                                               | circa 1890 |           | Bredaseweg 79       | 51° 30' 43" NB, 4° 50' 53" OL | 1723/WN017 | Upload foto              |
| Winkel/woonhuis                                                  | circa 1900 |           | Dorpsstraat 59      | 51° 30' 22" NB, 4° 51' 34" OL | 1723/WN018 | Winkel/woonhuis          |
| Woonhuis                                                         |            |           | Dorpsstraat 78      | 51° 30' 23" NB, 4° 51' 34" OL | 1723/WN019 | Woonhuis                 |
| Voormalige leerlooierij                                          | circa 1910 |           | Dorpsstraat 82      | 51° 30' 24" NB, 4° 51' 34" OL | 1723/WN020 | Voormalige leerlooierij  |
| Woonhuis                                                         | circa 1900 |           | Gilzeweg 7          | 51° 30' 23" NB, 4° 51' 42" OL | 1723/WN021 | Woonhuis                 |
| Langgevelboerderij                                               | XVIII      |           | Ginderdoorstraat 4  | 51° 30' 4" NB, 4° 50' 7" OL   | 1723/WN022 | Meer afbeeldingen        |
| Langgevelboerderij                                               |            |           | Kapelweg 2          | 51° 30' 14" NB, 4° 51' 2" OL  | 1723/WN023 | Langgevelboerderij       |
| Langgevelboerderij Pelikaanhoeve met schuur en bakhuis/brouwhuis | XVIII      |           | Kerkdreef 4-6       | 51° 30' 23" NB, 4° 52' 28" OL | 1723/WN024 | Meer afbeeldingen        |
| Langgevelboerderij                                               | 1910       |           | Kloosterstraat 17   | 51° 31' 44" NB, 4° 51' 20" OL | 1723/WN025 | Langgevelboerderij       |
| Langgevelboerderij                                               |            |           | Kloosterstraat 18   | 51° 31' 45" NB, 4° 51' 18" OL | 1723/WN026 | Langgevelboerderij       |
| Langgevelboerderij                                               |            |           | Legstraat 8a        | 51° 29' 45" NB, 4° 52' 1" OL  | 1723/WN027 | Langgevelboerderij       |
| Woonhuis                                                         | circa 1930 |           | Legstraat 16-16a    | 51° 29' 38" NB, 4° 52' 25" OL | 1723/WN028 | Woonhuis                 |
| Langgevelboerderij                                               | circa 1900 |           | Meerleseweg 20      | 51° 29' 48" NB, 4° 50' 14" OL | 1723/WN029 | Langgevelboerderij       |
| Langgevelboerderij                                               | circa 1890 |           | Meerleseweg 25      | 51° 29' 48" NB, 4° 50' 16" OL | 1723/WN030 | Langgevelboerderij       |
| Woonhuis                                                         | circa 1925 |           | Meerleseweg 29      | 51° 29' 31" NB, 4° 49' 55" OL | 1723/WN031 | Woonhuis                 |
| Woonhuis                                                         | circa 1925 |           | Oude Bredasebaan 11 | 51° 29' 47" NB, 4° 50' 31" OL | 1723/WN032 | Upload foto              |
| Torenspits                                                       | 16e eeuw   |           | Torenpad ong.       | 51° 30' 14" NB, 4° 51' 49" OL | 1723/WN033 | Torenspits               |
| Langgevelboerderij                                               |            |           | Wildertstraat 7     | 51° 30' 47" NB, 4° 52' 30" OL | 1723/WN034 | Upload foto              |

## Galder
De plaats Galder kent 2 gemeentelijke monumenten:
| Object             | Bouwjaar  | Architect | Locatie        | Coördinaten                   | Nr.        | Afbeelding         |
| ------------------ | --------- | --------- | -------------- | ----------------------------- | ---------- | ------------------ |
| Langgevelboerderij | 1872      |           | Galderseweg 9  | 51° 31' 11" NB, 4° 46' 30" OL | 1723/WN035 | Langgevelboerderij |
| Langgevelboerderij | XVIII-XIX |           | Galderseweg 19 | 51° 30' 57" NB, 4° 46' 49" OL | 1723/WN036 | Upload foto        |

## Strijbeek
De plaats Strijbeek kent 2 gemeentelijke monumenten:
| Object                        | Bouwjaar | Architect | Locatie       | Coördinaten                   | Nr.        | Afbeelding  |
| ----------------------------- | -------- | --------- | ------------- | ----------------------------- | ---------- | ----------- |
| Langgevelboerderij en bakhuis |          |           | Notselseweg 1 | 51° 31' 44" NB, 4° 47' 25" OL | 1723/WN037 | Upload foto |
| Boerderij, schuur en bakhuis  |          |           | Notselseweg 2 | 51° 31' 46" NB, 4° 47' 20" OL | 1723/WN038 | Upload foto |

## Ulvenhout
Het gedeelte van de plaats Ulvenhout dat in de gemeente Alphen-Chaam ligt, kent 10 gemeentelijke monumenten:
| Object                                            | Bouwjaar   | Architect | Locatie            | Coördinaten                   | Nr.        | Afbeelding        |
| ------------------------------------------------- | ---------- | --------- | ------------------ | ----------------------------- | ---------- | ----------------- |
| Woning                                            |            |           | Annevillelaan 97   | 51° 32' 35" NB, 4° 49' 9" OL  | 1723/WN039 | Upload foto       |
| Langhuisboerderij                                 | 1845       |           | Annevillelaan 99   | 51° 32' 35" NB, 4° 49' 10" OL | 1723/WN040 | Upload foto       |
| Bakhuis                                           |            |           | Cauwelaerseweg 2   | 51° 32' 12" NB, 4° 48' 24" OL | 1723/WN041 | Upload foto       |
| Woning                                            |            |           | Cauwelaerseweg 4   | 51° 32' 14" NB, 4° 48' 26" OL | 1723/WN042 | Upload foto       |
| Landhuisboerderij Hondsdonk met schuur en bakhuis | ca. 1795   |           | Chaamseweg 28      | 51° 31' 51" NB, 4° 49' 26" OL | 1723/WN043 | Upload foto       |
| Woning                                            |            |           | Heistraat 16       | 51° 31' 56" NB, 4° 48' 8" OL  | 1723/WN044 | Upload foto       |
| Woning, schuur                                    |            |           | Heistraat 18       | 51° 31' 54" NB, 4° 48' 10" OL | 1723/WN045 | Meer afbeeldingen |
| Vlaamse schuur                                    |            |           | Heistraat 20       | 51° 31' 52" NB, 4° 48' 11" OL | 1723/WN046 | Upload foto       |
| Woning, kleine schuur                             | circa 1910 |           | Hondsdonkseweg 1   | 51° 30' 35" NB, 4° 49' 51" OL | 1723/WN047 | Upload foto       |
| Koetshuis/oranjerie                               |            |           | Strijbeekseweg 27a | 51° 31' 58" NB, 4° 47' 31" OL | 1723/WN048 | Upload foto       |

's-Hertogenbosch ·
Alphen-Chaam ·
Altena ·
Asten ·
Baarle-Nassau ·
Bergeijk ·
Bergen op Zoom ·
Bernheze ·
Best ·
Bladel ·
Boekel ·
Boxtel ·
Cranendonck ·
Deurne ·
Dongen ·
Drimmelen ·
Eersel ·
Eindhoven ·
Etten-Leur ·
Lijst van gemeentelijke monumenten in Geertruidenberg ·
Geldrop-Mierlo ·
Gemert-Bakel ·
Gilze en Rijen ·
Goirle ·
Halderberge ·
Heeze-Leende ·
Helmond ·
Heusden ·
Hilvarenbeek ·
Laarbeek ·
Land van Cuijk ·
Maashorst ·
Meierijstad ·
Moerdijk ·
Nuenen, Gerwen en Nederwetten ·
Oirschot ·
Oisterwijk ·
Oosterhout ·
Oss ·
Reusel-De Mierden ·
Roosendaal ·
Someren ·
Son en Breugel ·
Lijst van gemeentelijke monumenten in Steenbergen ·
Tilburg ·
Valkenswaard ·
Vught ·
Waalre ·
Waalwijk ·
Woensdrecht ·
Zundert